# Wachstumsbuchhaltung
Wachstumsbuchhaltung (englisch growth accounting), auch Wachstumszerlegung, ist eine Technik der neoklassischen Wachstumstheorie. Damit kann der Beitrag der einzelnen Produktionsfaktoren zum Wirtschaftswachstum ermittelt werden, meist gemessen als Bruttoinlandsprodukt (BIP). Sie wurde von Robert Merton Solow 1957 entwickelt und auf das Solow-Modell angewandt.

## Wachstumsbuchhaltung am Beispiel des Solow-Modells
Im Solow-Modell sind die einbezogenen Faktoren:
{\displaystyle A}: Technologiekoeffizient bzw. totale Faktorproduktivität
{\displaystyle K}: Kapitalstock
{\displaystyle L}: Arbeitskräftepotential
Das Bruttoinlandsprodukt {\displaystyle Y} wird im Modell aus einer Produktionsfunktion vom Cobb-Douglas-Typ berechnet:
{\displaystyle Y=A\cdot K^{\alpha }L^{1-\alpha }} mit {\displaystyle \alpha \in (0,1)}
Ein Wachstum des BIP wird somit erklärt aus Veränderungen des Technologiekoeffizienten (technischer Fortschritt), der Akkumulation von Kapital und dem veränderten Arbeitseinsatz, beispielsweise durch Bevölkerungswachstum. Die Exponenten {\displaystyle \alpha } und {\displaystyle 1-\alpha } entsprechen hier den Produktionselastizitäten. Im allgemeinen Gleichgewicht bei vollständiger Konkurrenz ergibt sich, dass der Anteil der Faktorkosten am BIP jeweils der Produktionselastizität entspricht (englisch cost share theorem). Daher werden die Elastizitäten aus der Verteilungsrechnung berechnet – was allerdings nur zulässig ist, wenn keine technischen Restriktionen eine beliebige Kombinationen der Produktionsfaktoren verhindern.
Für alle Größen {\displaystyle Y,A,K,L} kann man für einen bestimmten Zeitraum aus empirischen Daten die Veränderung {\displaystyle \Delta Y,\Delta A,\Delta K,\Delta L} bestimmen. Bestimmt man das totale Differential der Produktionsfunktion und teilt durch {\displaystyle Y}, ergibt sich folgende Gleichung:
{\displaystyle {\frac {\Delta Y}{Y}}={\frac {\Delta A}{A}}+\alpha {\frac {\Delta K}{K}}+(1-\alpha ){\frac {\Delta L}{L}}}
Dadurch kann man die Veränderung des Bruttoinlandsprodukts den einzelnen Faktoren zuweisen. Angenommen, die Produktionselastizitäten werden als {\displaystyle \alpha =0{,}4} und {\displaystyle 1-\alpha =0{,}6} berechnet, weil die Arbeitslöhne 60 Prozent des Volkseinkommens betrugen. Das BIP {\displaystyle Y} sei um 10 % gestiegen, der Arbeitseinsatz um 3 % und die Nettoinvestitionen betrugen 8 % des Kapitalstocks:
{\displaystyle {\frac {\Delta Y}{Y}}=0{,}0;\qquad {\frac {\Delta K}{K}}=0{,}08\ \Rightarrow \ \alpha {\frac {\Delta K}{K}}=0{,}032;\qquad {\frac {\Delta L}{L}}=0{,}03\ \Rightarrow \ (1-\alpha ){\frac {\Delta L}{L}}=0{,}018.}
Man kann nun das totale Differential oben auflösen und erhält:
{\displaystyle {\frac {\Delta A}{A}}={\frac {\Delta Y}{Y}}-\alpha {\frac {\Delta K}{K}}-(1-\alpha ){\frac {\Delta L}{L}}=0{,}10-0{,}032-0{,}018=0{,}05.}
Vom Wachstum von 10 Prozent erklärt der gesteigerte Arbeitseinsatz also 1,8 Prozentpunkte, die Kapitalakkumulation 3,2 Prozentpunkte und der Technologiekoeffizient 5 Prozentpunkte. Setzt man diese Prozentpunkte ins Verhältnis zum Gesamtwachstum, wird es zu 18 Prozent durch gesteigerten Arbeitseinsatz, zu 32 Prozent durch Kapitalakkumulation und zu 50 Prozent durch die totale Faktorproduktivität gebildet.
In den Berechnungen von Solow ergab sich, dass Kapitalakkumulation und veränderter Arbeitseinsatz nur etwa 20 Prozent des Wachstums erklären konnten, der Rest blieb als „Solow-Residuum“ zunächst unerklärt. Eigentlich ein „Maß unserer Unwissenheit“, wird es zumeist dem technischen Fortschritt zugeschrieben.